# Список короткоперіодичних комет

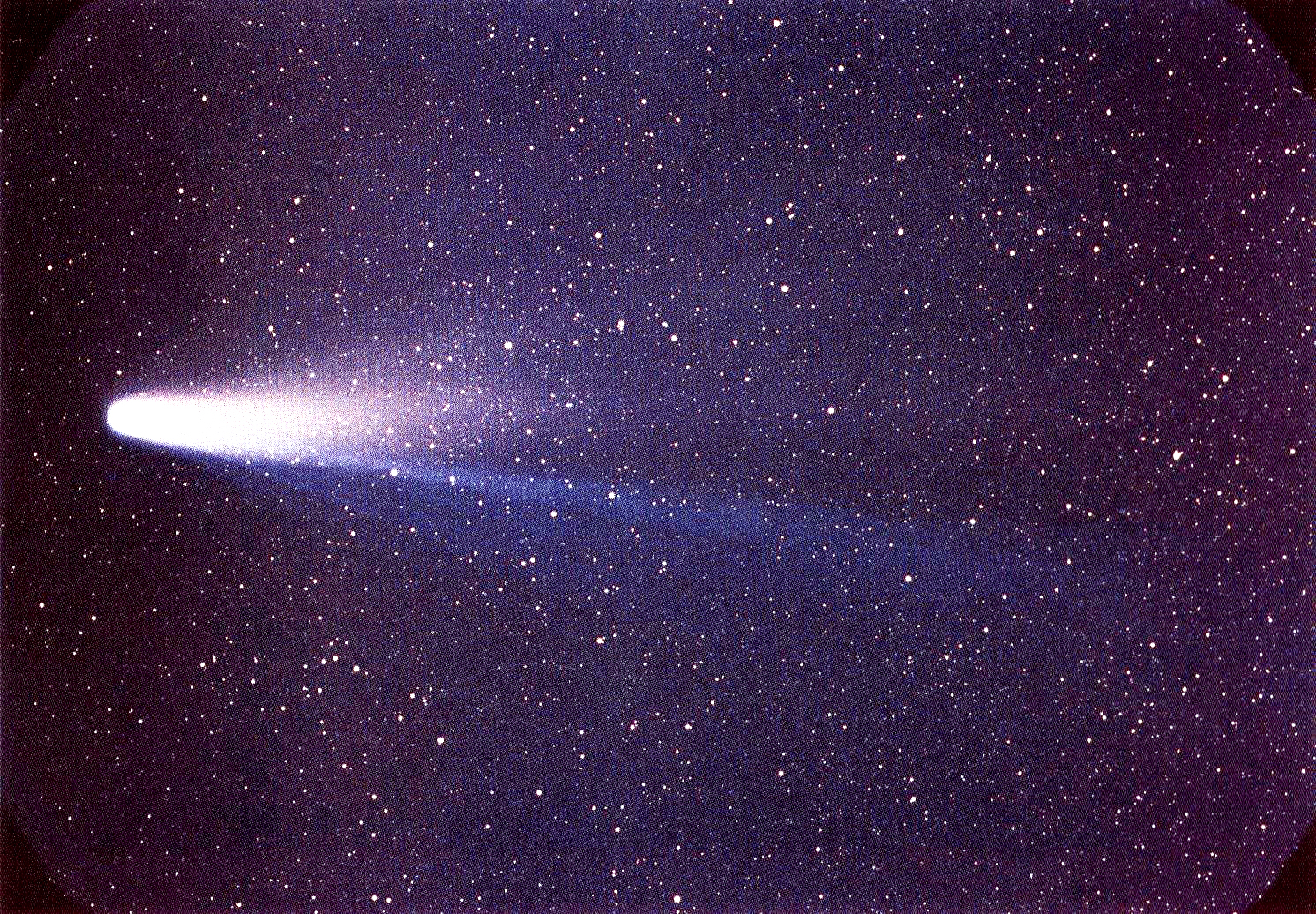
Комета Галлея

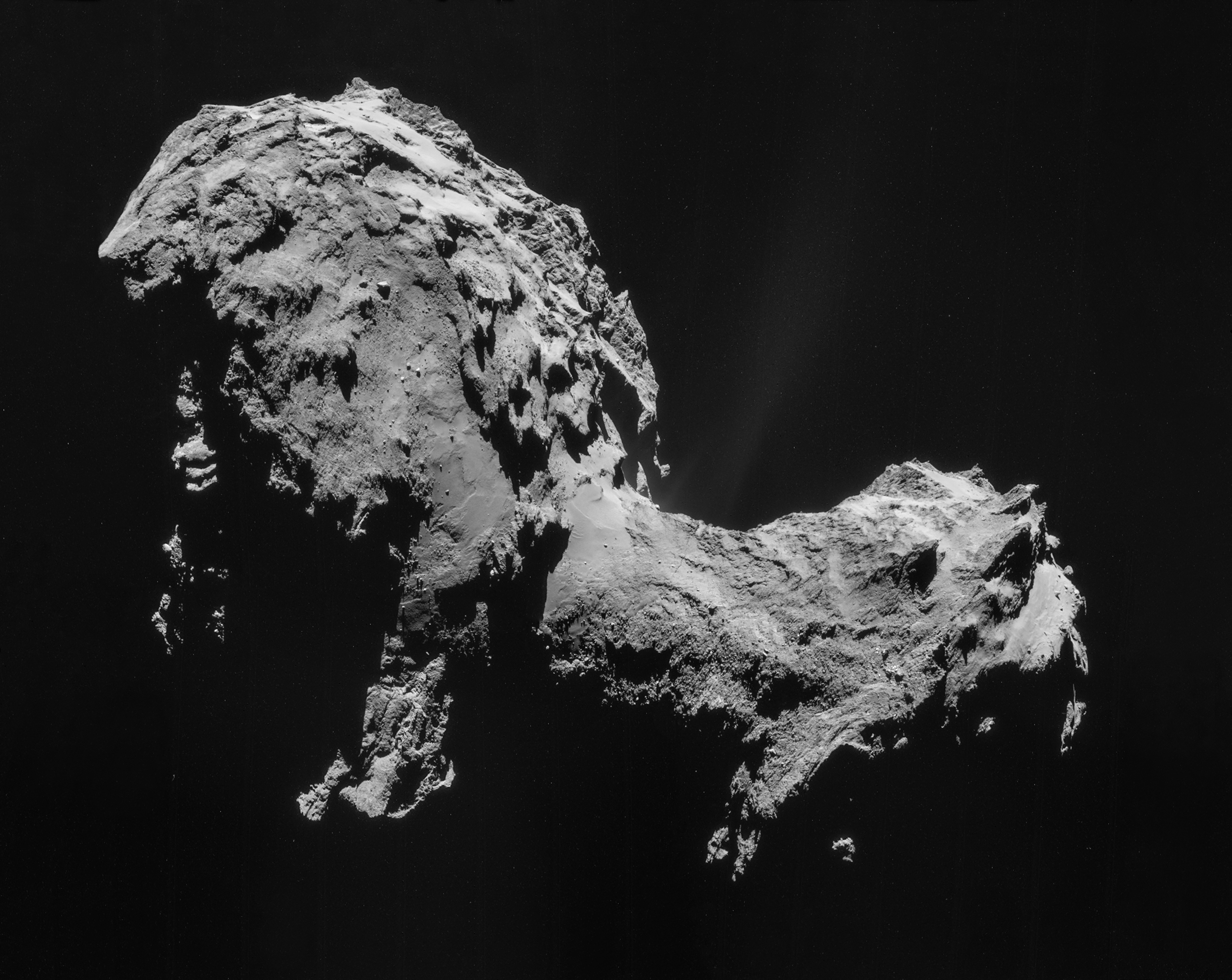
Комета Чурюмова — Герасименко

Короткоперіодичні комети мають період менше 200 років або спостерігалися протягом більше ніж одного проходження перигелію (наприклад, 153P/Ікея - Чжана). Вони отримують постійний номер зазвичай тільки після другого зареєстрованого проходження перигелію, тому існує багато ненумерованих періодичних комет — наприклад, P/2005 T5 (Broughton).

## Назви комет
Майже у всіх випадках комети названі на честь їх відкривачів, але в деяких випадках, наприклад, з кометами 2P/Енке і 27P/Кроммеліна, вони були названі за іменами людей, які розрахували їхні орбіти. Орбіти періодичних комет розрахувати складно через всілякі збурення від кожної планети, і в часи до електронно-обчислювальних машин деякі люди цілком присвячували цьому свою кар'єру. Незважаючи на це, деякі комети були втрачені, позаяк на їхні орбіти впливали також негравітаційні ефекти, наприклад, реактивне витікання газу або іншого матеріалу, що формує кому і хвіст комети.
Іноді кілька короткоперіодичних комет носять одне і те ж ім'я (наприклад, 9 комет Шумейкерів — Леві або 24 комети NEAT); їх відрізняють за порядковим номером або за повною назвою (наприклад, комети 181P і 192P обидві є кометами Шумейкерів — Леві). У літературі до 1994 року також застосовувалася неофіційна система нумерації короткоперіодичних комет (виключаючи довгоперіодичні); таким чином, комети 181P і 192P відомі як комета Шумейкерів — Леві 6 і комета Шумейкерів — Леві 1 відповідно. Довгоперіодичні комети Шумейкерів — Леві не входять до цієї послідовності: C/1991 B1 між 2 і 3, C/1991 T2 між 5 і 6, C/1993 K1 і C/1994 E2 після Шумейкерів — Леві 9.
У кометній номенклатурі буква, що стоїть перед «/» — «C» (довгоперіодична комета), «P» (короткоперіодична комета), «D» (втрачена або комета, що розпалася) або «X» (комета, для якої орбіту розрахувати не вдалося — зазвичай історичні комети).

## Нумеровані короткоперіодичні комети
| Назва комети                          | Тимчасове позначення | Період(роки) | Дата відкриття         | Першовідкривач      |
| ------------------------------------- | -------------------- | ------------ | ---------------------- | ------------------- |
| 1P/Галлея (1P/Halley)                 | P/1682 Q1            | 75,31        | Серпень 1682 року      | Едмонд Галлей       |
| 2P/Енке (2P/Encke)                    | P/1818 W1            | 3,3          | 17 січня 1786 року     | Йоганн Франц Енке   |
| 3D/Біли (3D/Biela)                    | D/1826 D1            | 6,65         | 24 вересня 1852 року   | Вільгельм Біела     |
| 4P/Фая (4P/Faye)                      | P/1843 W1            | 7,54         | 25 листопада 1843 року | Ерве Фай            |
| 5D/Брорзена (5D/Brorsen)              | D/1846 D2            | 5,46         | 26 лютого 1846 року    | Теодор Брорзен      |
| 6P/д'Арре (6P/d'Arrest)               | P/1851 M1            | 6,53         | 28 червня 1851 року    | Генріх д'Арре       |
| 7P/Понса — Віннеке (7P/Pons-Winnecke) | P/1858 E1            | 6,37         | 12 червня 1819 року    | Фрідріх Віннеке     |
| 8P/Таттла (8P/Tuttle)                 | P/1858 A1            | 13,58        | 9 січня 1790 року      | Горас Парнелл Таттл |
| 9P/Темпеля 1 (9P/Tempel)              | P/1867 G1            | 5,52         | 3 квітня 1867 року     | Вільгельм Темпель   |
| 10P/Темпеля 2 (10P/Tempel)            | P/1873 N1            | 5,38         | 4 липня 1873 року      | Вільгельм Темпель   |

## Ненумеровані короткоперіодичні комети
| Комета               | Міжнародна назва      | Період (лроки) | Людина, ім'я якої носить комета |
| -------------------- | --------------------- | -------------- | ------------------------------- |
| BATTeRS              | C/2001 W2 (BATTeRS)   | 76,0           | BATTeRS                         |
| Барнарда 1           | D/1884 O1 (Barnard)   | 5,39           | Едвард Барнард                  |
| Бешора               | P/2008 J2 (Beshore)   | 6,29           | Ед Бешор                        |
| Боаттіні 1           | P/2008 O3 (Boattini)  | 23,5           | Андреа Боаттіні                 |
| Боаттіні 2           | P/2008 T1 (Boattini)  | 8,70           | Андреа Боаттіні                 |
| Боаттіні 3           | P/2009 B1 (Boattini)  | 17,3           | Андреа Боаттіні                 |
| P/2009 Q4 (Боаттіні) | P/2009 Q4 (Boattini)  | 5,04           | Андреа Боаттіні                 |
| Бредфілда 1          | C/1984 A1 (Bradfield) | 151,8          | Вільям Бредфілд                 |
| Бредфілда 2          | C/1989 A3 (Bradfield) | 81,9           | Вільям Бредфілд                 |
| Брукса 1             | D/1886 K1 (Brooks)    | 5,4            | Вільям Брукс                    |